# Buchholz-számítás
A Buchholz-számítás (egyes előfordulásokban Buchholtz) a sakkversenyeken a holtverseny eldöntésére szolgáló számítási módszer. Bruno Buchholz német sakkozó 1932-ben dolgozta ki a svájci rendszerű versenyeken való alkalmazásra. Először 1932-ben a Bitterfeld-versenyen próbálták ki.

## A számítás lényege
A számítás lényege, hogy ugyanazon eredmény értékesebb, ha erősebb versenyzők ellen érik el. Ennek megfelelően az egyenlő pontszámot elért versenyzők vagy csapatok közül az végez előbb, aki a versenyben több pontot szerzett ellenfelek ellen játszott. Ennek megállapításához összeadják azoknak az ellenfeleknek a pontszámát, akikkel a holtversenyben levők játszottak. Csapatverseny esetén a csapatok közötti holtverseny eldöntéséhez természetszerűleg az ellenfél csapatok pontszámát veszik figyelembe.

## A Buchholz-számítás változatai
A svájci rendszerű versenyek azon sajátossága miatt, hogy mindig az azonos, vagy közel azonos pontszámú versenyzők vagy csapatok játszanak egymással, az első fordulókban még nagy eltérések lehetnek az ellenfelek játékerejében. E torzítás kiküszöbölése érdekében a módosított Buchholz vagy más néven Medián Buchholz számítást alkalmazzák. Ennek lényege, hogy a leggyengébb és a legerősebb ellenfél pontszámát a számítás során nem veszik figyelembe. Kilenc vagy több forduló esetén gyakran alkalmazzák azt a megoldást is, hogy a két leggyengébb és a két legerősebb ellenfél pontszámát nem veszik figyelembe, ezt a Nemzetközi Sakkszövetség (FIDE) Medián Buchholz-2 számításnak nevezi.
A vágott Buchholz (angolul Buchholz Cut) számítás esetén a versenyzőknél vagy a csapatoknál a leggyengébb ellenfél pontszámát nem veszik figyelembe. Kilenc vagy több forduló esetén gyakran alkalmazzák azt a megoldást, hogy a két leggyengébb ellenfél pontszámát nem veszik figyelembe, ezt vágott Buchholz-2 vagy Buchholz Cut-2 számításnak is nevezik.

## A Buchholz-számítás hiányosságai
A számítás csak svájci rendszerű versenyeknél alkalmazható, mert a körmérkőzéses versenyeken, ahol minden játékos mindenki ellen játszik, ez a szám minden holtversenyben állónál azonos lenne. Körmérkőzések esetén a holtverseny eldöntésére éppen ezért a Sonneborn–Berger-számítást alkalmazzák.
A Buchholz-számítás nem veszi figyelembe azt, hogy az egyes ellenfelek ellen milyen eredményt ért el a holtversenybe került játékos, mivel a vele játszott mérkőzés eredményétől függetlenül az ellenfél által a versenyen szerzett teljes pontszámot veszi figyelembe. Emiatt ma már svájci rendszerű versenyeken is, például az utóbbi időkben rendezett sakkolimpiákon is a Sonneborn–Berger-számítást alkalmazzák.
A sakkversenyeken a holtversenyek eldöntésének még számos módja alkalmazható, amelyek esetenként más-más végső sorrendet határoznak meg az azonos pontszámot elért versenyzők vagy csapatok között. Éppen ezért minden verseny előtt a versenykiírásban kötelezően meg kell határozni a holtversenyszámítás módjait, illetve azok alkalmazásának sorrendiségét, ha a számítás alapján is azonos eredmény jön ki. Például meghatározható, hogy holtversenyek esetén elsődlegesen a Buchholz-számítás, másodlagosan a Sonneborn–Berger-számítás, harmadlagosan az egymás elleni eredmény, negyedlegesen a világossal (vagy sötéttel) nyert több játszma dönt, de a megengedett holtversenyszámítási módszerek közül bármelyik és bármely sorrendben alkalmazható. Ha a versenykiírásban meghatározott mindegyik számítás szerint holtverseny áll fenn, akkor az érintett versenyzők, illetve csapatok között a helyezést megosztják.